# Prognichthys
Los peces voladores del género Prognichthys son peces marinos de la familia exocétidos, de amplia distribución.

## Hábitat
Son peces pelágicos abundantes en aguas superficiales; viven en cardumen alimentándose de plancton.
Tiene la capacidad de saltar fuera para escapar de sus depredadores, siendo capaces de recorrer considerables distancias sobre la superficie planeando con sus largas aletas pectorales.

## Especies
Existen seis especies válidas en este género:
- Prognichthys brevipinnis (Valenciennes, 1847)
- Prognichthys gibbifrons (Valenciennes, 1847) - Volador jorobado, Volador ñato
- Prognichthys glaphyrae (Parin, 1999) - Volador Gyre
- Prognichthys occidentalis (Parin, 1999) - Volador chato, Volador ñato
- Prognichthys sealei (Abe, 1955) - Volador marinero
- Prognichthys tringa (Breder, 1928) - Volador tringa, Volador panámico